# Canto de la morena
El canto de la morena es uno de los denominados «cantos de trabajo» típico de las islas Canarias. A modo de canto de sirena, este canto de llamado se utiliza en la pesca del referido pez para atraerlo y dejarlo aletargado. Consiste en una tonada repetitiva acompañada por silbos que tienen por finalidad captar la atención de la morena y dejarla adormecida, momento que el pescador aprovecha para matarla. Las palabras pronunciadas en el canto varían de una isla a otra, pero en casi todas se suele utilizar la fórmula: "Jo, Morenita...Jooo", así como: "ven morenita pintada, que viene el macho y te come la carnada".

## Entre el ritual y el canto de trabajo
En realidad el canto de la morena se encuentra a medio camino entre el canto de trabajo y el canto ritual. El pescador no se limita a cantar repetidamente el "Jo, Morenita...Jooo"" y otros versos típicos, sino que además debe hacerlo acompañando la tonada de potentes silbidos y de una determinada entonación que sorprende por su efusión. Además, esta tradición relacionada inicialmente con la pesca, ha quedado incorporada al patrimonio musical de las Islas Canarias a través de la conocida composición titulada "El pescador de morenas" del célebre grupo canario "Los Sabandeños", así como mediante el magnífico trabajo musical "El Canto de la Morena" de la agrupación de artistas canarios ARTENARA.

## Historia del canto en Canarias
Aunque no se tiene constancia de la técnica de pesca empleada, sí se han encontrado en yacimientos aborígenes restos de morenas. En "Una relación inédita de las Islas Canarias" se hace una explícita referencia al canto de la morena en Canarias que sitúa este ritual de pesca, al menos, en los albores del siglo XVI. En ese texto puede leerse: "Állanse... morenas negras y pintadas, que se llaman y pescan silbando y diciéndole a voces ‘cata el pulpo’, de que ellas apetecen y gustan mucho". También se hace una breve alusión al canto en la obra "Pastores de Belén" que Lope de Vega dedicó a su hijo Carlos Félix, que murió siendo niño.

## El “canto de la morena” fuera de Canarias
La investigación histórica demuestra que los pescadores de Canarias ya en la época de la colonización de las islas practicaban estos cantos, por lo que se les atribuye un origen más remoto tanto en el tiempo como geográficamente. Así se ha demostrado que el canto de la morena tiene un origen mediterráneo y que su aparición se remonta a la antigua Grecia. Además, en épocas más recientes, estos cantos también se han practicado por los pescadores de la isla portuguesa de Madeira.

## La morena
La morena (Muraneidae) es un pez voraz y escurridizo que habita entre pedregales, escolleras o charcos del litoral cercano, aunque también puede hallarse en aguas más lejanas (las de mayor tamaño), pero siempre templadas. Sus hábitos de vida se desarrollan generalmente en las horas nocturnas. Su morfología anguiliforme recuerda a la de una gruesa serpiente, con la cabeza alargada y unas poderosas mandíbulas. Puede medir hasta un metro y medio, y su peso oscila entre los dos y los diez kilos. Tiene una coloración pardo-amarillenta y carece de aletas pectorales y pelvianas. 
En un artículo publicado en la revista "Nature" en el año 2007 investigadores de la universidad de California Davis desvelan que la morena dispone de una mandíbula doble (interna y externa) como la de “alien”. Al carecer de extremidades, este sistema le serviría para tragar sus presas.

En cuanto a la gastronomía, este pez se caracteriza por la excelente calidad de su carne. Se dice que la morena de la costa tiene menos espinas y es más sabrosa que la de aguas profundas, que se caracteriza por su gran cantidad de grasa.

Los romanos de alta cuna tenían debilidad por la carne de la morena, que cultivaban en viveros para servirla en ocasiones especiales. De hecho, hay constancia histórica de que en tiempos de Julio César se llegó a celebrar un opíparo banquete para 6.000 personas cuyo menú estaba compuesto principalmente por morenas. La expresión, ya algo abandonada, de estar sentenciado “a las morenas” proviene de la costumbre de la Roma clásica de alimentar a estos peces con los esclavos condenados a muerte, ya que se consideraba que si la morena se alimentaba de carne humana su exquisito sabor se potenciaba de forma asombrosa.

Lo cierto es que en la antigua Roma llegaron a darse casos patológicos, como el del cónsul Lucio Licinio, quien no solo disponía en su casa de un inmenso vivero de estos peces para estar siempre bien abastecido, sino que también decidió cambiar su apellido por el de Murena (morena). Aún más peculiar es el caso que refiere Plinio El viejo en su “Historia Natural” acerca de la actitud de Craso (tío de Marco Licinio Craso), que ya poco tenía que ver con su apetito o predilección: “Se cuentan cosas encantadoras de la murena del romano Craso que iba engalanada con pendientes que llevaban incrustadas piedras preciosas igual que una moza lozana; que, si la llamaba Craso, reconocía la voz, emergía a la superficie, y que, si le ofrecía, fuera lo que fuera, ella lo tomaba prontamente y lo comía con sumo apetito. Y ocurrió, según tengo oído, que cuando esta murena dejó este mundo, Craso lloró por ella y hasta la enterró. Y, cuando una vez Domicio le dijo: ‘¡Tonto que lloraste por una murena que se murió!’, él replicándole, le espetó lo siguiente: Yo lloré por un animalillo, tú, en cambio, que enterraste a tres esposas no has llorado por ellas”.

## Técnica de pesca
Puede que tratar de embelesar a la morena con el canto sea una manera de vencer la dificultad que supone capturar a un pez tan voraz y escurridizo. Además de la voz del pescador, para efectuar la pesca de la morena es preciso proveerse de ciertos utensilios imprescindibles, como son un palo grueso o una caña resistente y hueca por cuyo interior se ha de pasar un alambre que termina en lazo corredizo. A este instrumento se le sujetará por medio de una cuerda la carnada, preferiblemente un trozo de pulpo (por ser la base de la dieta de la morena). Realizar movimientos circulares con este instrumento entre las rocas que sirven de guarida al pez y entonar repetidamente el canto son complementos indispensables para la pesca de la morena de esta forma tradicional.

Ante el canto del pescador la morena queda aletargada y en ese estado abandona su escondrijo entre las rocas, atraída irresistiblemente por la voz de su captor. Entonces atraviesa el nudo corredizo y, una vez atrapada, el pescador tira del lazo y la estrangula. Los viejos pescadores de las islas Canarias afirman que solo de este modo es posible capturar a estos animales de fuerza extraordinaria y que si hicieran uso de las técnicas ordinarias de pesca no conseguirían más que la morena les destrozara con los dientes los anzuelos y luego se retirase a su madriguera entre las rocas, volviendo ya del todo imposible su pesca.

### Material audiovisual
- Antología del Folclore español (Hispavox H 7999762). Madrid, 1979.
- Los Sabandeños, El pescador de morenas (Columbia TXS 3247). Madrid, 1982.

### Literatura
- Lope de Vega. "Pastores de Belén y Epístolas literarias a varios". ISBN 978-84-7083-181-2.

### Televisión
- Jo, Morenita...Jooo, capítulo de la serie documental de TVECanarias Senderos Isleños.